# Bisdom Lugano
Het bisdom Lugano (Latijn: Dioecesis Luganensis; Italiaans: Diocesi di Lugano) is een in Zwitserland gelegen rooms-katholiek bisdom, met zetel in de stad Lugano. Het bisdom staat, zoals alle Zwitserse bisdommen, als immediatum onder rechtstreeks gezag van de Heilige Stoel.
Het territorium komt overeen met het kanton Ticino.

## Geschiedenis
Het gebied van het huidige kanton Ticino was aan het eind van de 9e eeuw verdeeld over het bisdom Milaan en het bisdom Como. De onafhankelijkheid van Ticino in 1803 versterkte het verlangen naar een eigen bisdom. Dit idee vond echter geen weerklank in Oostenrijk. De Oostenrijkse machthebbers waren bang dat het bisdom te veel onder invloed zou komen van de liberale regering van Ticino. De politieke situatie veranderde in 1861 met de oprichting van het Koninkrijk Italië. Door een verdrag tussen het Zwitsers Eedgenootschap en de Heilige Stoel in 1884 werden de parochies in Ticino onttrokken aan Milaan en Como en verenigd in een apostolische administratie. Als administrator werd de voormalige bisschop van Bazel Eugène Lachat aangesteld.
Onder administrator en aartspriester van Bellinzona Vincenzo Molo werd op 7 september door paus Leo XIII met de bul Ad universam het diocees Lugano opgericht. Het bleef formeel als apostolische administratie onder het bisdom Bazel vallen. Ook werd in de bul zorgvuldig het woord bisdom vermeden, om het bestaande verbod op het oprichten van nieuwe bisdommen in de Zwitserse Bond geen geweld aan te doen.
Op 8 maart 1971 werd de administratuur uiteindelijk losgemaakt van Bazel en de toenmalige administrator Giuseppe Martinoli werd aangesteld als eerste bisschop van Lugano. De nieuwe status werd op 25 april 1971 met een feestelijke mis in de kathedraal van Lugano gevierd.

## Bisschoppen van Lugano

### Apostolisch administrator
- 1884–1886: Eugène Lachat
- 1887–1904: Vincenzo Molo
- 1904–1916: Alfredo Peri-Morosini
- 1917–1935: Aurelio Bacciarini
- 1936–1968: Angelo Jelmini
- 1968–1971: Giuseppe Martinoli

### Bisschop
- 1971–1978: Giuseppe Martinoli
- 1978–1985: Ernesto Togni
- 1986–1995: Eugenio Corecco
- 1995–2003: Giuseppe Torti
- 2004–2013: Pier Giacomo Grampa
- 2013–heden: Valerio Lazzeri